# Ermita de Sant Pere i Sant Marc de la Barcella
L'Ermita de Sant Pere i Sant Marc de la Barcella, edifici religiós de culte catòlic, està situada a uns 5 km al nord de Xert, al damunt d'un turó aïllat, entre la Mola Murada i la serra del Turmell, en la partida de la Barcella, creuada pel barranc homònim. L'entorn paisatgístic és molt feréstec i de gran bellesa. S'arriba a l'ermita seguint l'anomenat camí de sant Marc, també conegut com a camí de la Mola, primer, i camí del Turmell, el darrer tram.
Fou l'església de l'antic municipi de la Barcella, fins a l'annexió d'aquest al municipi de Xert, quan passà a ésser una ermita. Està sota l'advocació dels apòstols Sant Pere i Sant Marc; i es coneix també amb el nom de cada sant per separat: Ermita de Sant Pere o Ermita de Sant Marc, aquest darrer patró de Xert, però sempre amb la denominació de la Barcella, escrit de vegades la Barsella, al final.
El conjunt de l'ermita i edificacions auxiliars són un Bé de Rellevància Local amb la categoria de Monument d'Interès Local, i la torre adossada al temple, coneguda com a torre de Sant Marc, està qualificada de Bé d'Interès Cultural

## Història
En l'antic municipi de la Barcella existia una església tipològicament de les anomenades de conquesta, sufragània de l'església parroquial de Xert. En la visita pastoral de 1762 el bisbe de Tortosa Luis García Mañero, constata l'estat d'abandó del temple i exigeix la construcció d'un nou edifici. Les obres comencen en 1770, amb disseny i direcció de les obres de Joan Barceló, ajudat per Josep Barceló, germà seu, i per Josep Carrascosa, i queda acabat en 1779, essent beneït el temple el 15 de febrer. El retaule major es col·locava anys després, en 1784.
L'interior del temple fou destruït en la Guerra Civil. El deteriorament de l'edifici ha estat deturat per la restauració del sostre i l'obertura dels arcs de la porxada en 1991, a càrrec de l'Escola Taller de Traiguera, i per les actuacions dirigides per la Direcció General de Patrimoni Artístic, durant 2001, amb la renovació de l'altar i del retaule, la restauració pictòrica del presbiteri i el canvi de paviment.
A més de l'església el lloc de la Barcella inclou unes quantes cases i corrals que actualment estan abandonats. Antigament quan la caseria estava habitada, hi havia una escola on rebien instrucció els xiquets i xiquetes dels masos i llogarets de la zona, com els de Fontanals. L'escola va tancar el 1961 quan la població abandonà gran part de les cases per anar a establir-se arreu.

## Descripció
El conjunt està format per l'església, la casa de l'ermità, la porxada (que formava part de l'hostatgeria), la torre de guaita (anterior o coetània al primitiu temple) i altres dependències annexes.
Hi ha un retaule del segle xvi en mal estat de conservació.

## Arquitectura

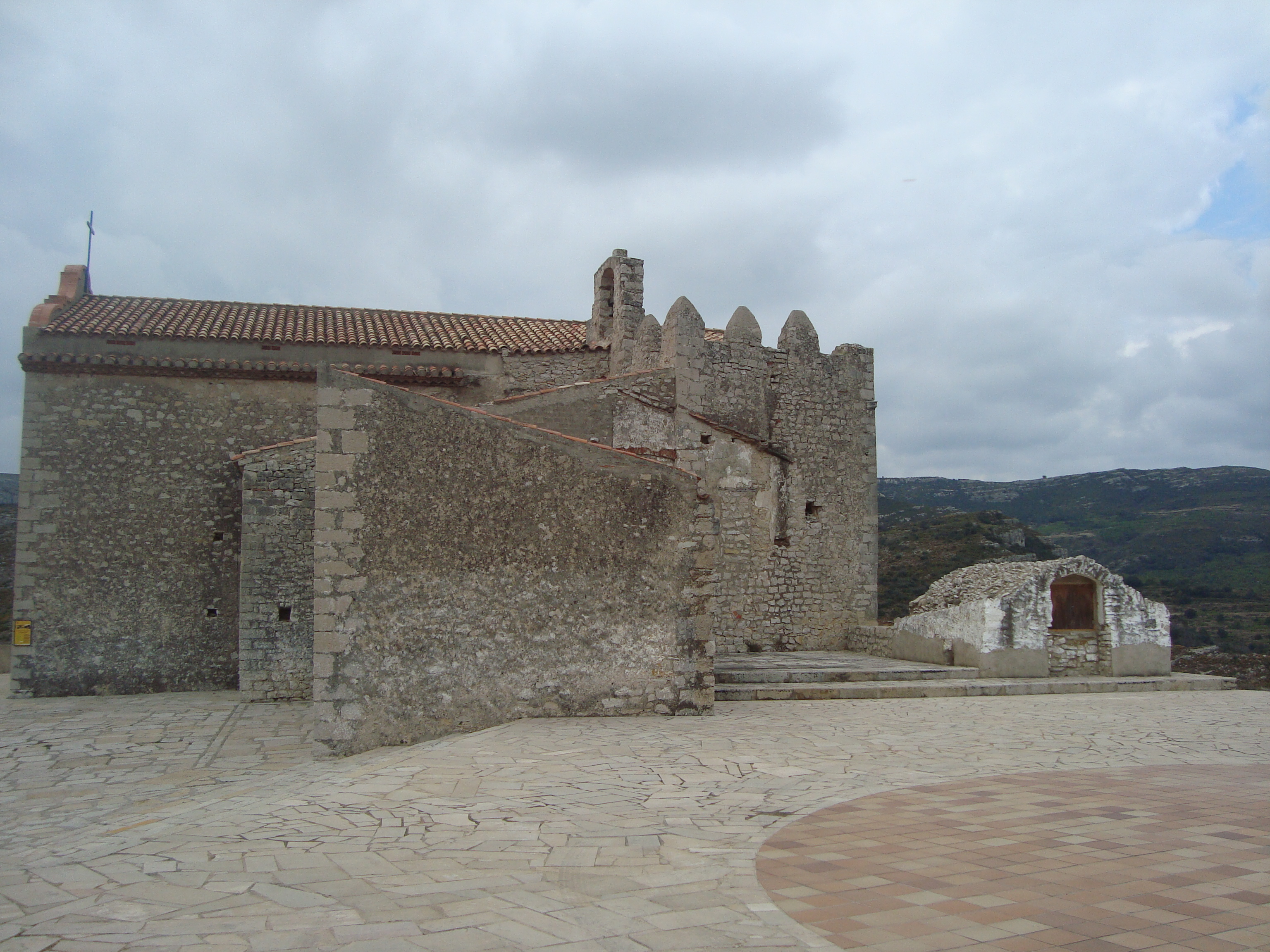
Ermita de Sant Marc de la Barcella (Xert)

Temple de nau única amb quatre trams, capelles laterals entre pilastres i, capçalera poligonal amb una petita sagristia en el costat de l'Evangeli. La nau es cobreix amb volta de canó amb llunetes, i el presbiteri amb volta de quadrant d'esfera. El sostre és a dues vessants.
L'espai interior presenta pilastres dòriques quasi exemptes, suggerint un espai columnari. La decoració està formada per motius de rocalla, i el presbiteri presenta pintures murals del segle xviii d'estil rococó, amb garlandes i medallons amb les figures de l'Ecce Homo, Sant Francesc d'Assís, Sant Francesc de Paula i la Mare de Déu dels Dolors.
L'espadanya, amb una campana de 1736 que fou restaurada en 2001, es troba sobre la torre de guaita adossada al costat de l'Epístola i prop de la capçalera del temple.
Façana nua excepte una portada de mig punt amb dovelles de carreus, i al damunt, una finestra que dona llum a la nau.

## Festivitat
La festa major se celebra el dissabte més proper al 25 d'abril, amb un romiatge que encapçala el majoral amb la creu. Abans d'arribar a l'ermita es resen unes oracions. Ja en l'ermita se celebra missa major i es reparteix una fogassa de pa beneït.
Quan les masies dels voltants encara estaven habitades, els masovers preparaven quallada i convidaven els assistents.